# Tomasz Kwiecień
Tomasz Kwiecień (ur. 17 lipca 1965 w Krakowie) – polski tłumacz z języka włoskiego, były dominikanin.
Kształcił się w Technikum Melioracji Wodnych w Toruniu, a następnie w Kolegium Filozoficzno-Teologicznym Dominikanów w Krakowie i Papieskim Instytucie Liturgicznym „Anselmianum” w Rzymie.
Wstąpił do zakonu w 1985, święcenia kapłańskie przyjął 6 czerwca 1992. W latach 1995–2010 był wykładowcą teologii liturgii w Kolegium Filozoficzno-Teologicznym Dominikanów w Krakowie. W latach 1995–2001 był duszpasterzem akademickim i absolwentów DA w Krakowie. Od 1998 do 2002 roku pełnił funkcję wikariusza prowincjała ds. mniszek (dominikanek klauzurowych). Od początku marca 2001 do końca lutego 2004 był przeorem w Poznaniu. Od marca do grudnia 2004 organizował dom zakonny i dominikańskie duszpasterstwo w Łodzi. Od grudnia 2004 do połowy 2005 był duszpasterzem akademickim na Służewie. Następnie pracował w łódzkim domu zakonnym. Od 2010 poza zakonem.
W latach 2010–2014 był sekretarzem redakcji w Domu Wydawniczym „Rebis”.
W latach 2018–2021 przewodniczący oddziału południowego Stowarzyszenia Tłumaczy Literatury oraz członek Zarządu Stowarzyszenia.
W roku 2023 otrzymał Nagrodę Literacką im. Leopolda Staffa za przekład Sycylijskich Lwów Stefanii Auci. 

## Publikacje

### Książki
- Krótki przewodnik po mszy świętej, Kairos-Znak-Cerf, Kraków 1999 (ISBN 83-87446-70-X), przełożona na język rosyjski (Краткий путеводитель по Святой Мессе, Киев, Кайрос, 2003, ISBN 966-7562-06-9) i węgierski (Szentmise-kalauz röviden, Paulus Hungarus - Kairosz Kiadó, Budapest 2003 ISBN 963-9484-63-6),
- Głupstwo głoszenia słowa, Stowarzyszenie LIST, Kraków 2001 (ISBN 83-913496-2-4),
- Pochwała ciała. Liturgia i człowieczeństwo, Salwator, Kraków 2001 (ISBN 83-88119-91-5), przełożona na język czeski (Chvála těla, Tělesný rozměr liturgie, Krystal OP, Praha 2017, ISBN 978-80-7575-019-8)
- Przedszkole modlitwy. O oczyszczaniu serca, Księgarnia św. Jacka 2002 (ISBN 83-7030-348-X),
- Błogosławione marnowanie. O mszy świętej z Ojcem Tomaszem Kwietniem OP rozmawiają Jacek Borkowicz i Ireneusz Cieślik, Znak, Kraków 2003 (ISBN 83-240-0305-3),
- Ja, stary poganin, LIST, Kraków 2005 (ISBN 83-60021-00-7)
- Modlitwa w stylu retro, W drodze, Poznań 2008 (ISBN 978-83-7033-670-7)

### Artykuły na łamach czasopism
- „List”,
- „Tygodnik Powszechny”,
- „W drodze”

### Przekłady
- Umberto Eco, Szaleństwo katalogowania [Vertigine della lista], Rebis, Poznań 2009 (ISBN 978-83-7510-404-2)
- Umberto Eco, Wymyślanie wrogów [Costruire il nemico], Rebis, Poznań 2011 (wspólnie z Agnieszką Gołębiowską) (ISBN 978-83-7510-666-4)
- Luca Spaghetti, Masz przyjaciela. Jedz, módl się, kochaj w Rzymie [Un romano per amico], Rebis, Poznań 2011 (ISBN 978-83-7510-645-9)
- Valerio Varesi, Pokoje do wynajęcia [L’affittacamere], Rebis, Poznań 2012 (ISBN 978-83-7510-826-2)
- Valerio Varesi, Z pustymi rękami [A mani vuote], Rebis, Poznań 2013 (ISBN 978-83-7510-767-8)
- Umberto Eco, Historia krain i miejsc legendarnych [Storia delle terre e dei luoghi leggendari], Rebis, Poznań 2013 (ISBN 978-83-7510-987-0)
- Diego Galdino, Pierwsza kawa o poranku [Il primo caffè del mattino], Rebis, Poznań 2014 (ISBN 978-83-7818-617-5)
- Diego Galdino, Zadbam o to, żeby cię nie stracić [Mi arrivi come da un sogno], Rebis, Poznań 2015 (ISBN 978-83-7818-728-8)
- Andrea Camilleri, Kobiety [Donne] Rebis, Poznań 2015 (ISBN 978-83-7818-736-3)
- Vittorio Sgarbi, Oblicza kobiety w sztuce [Piene di grazia], Rebis, Poznań 2015 (ISBN 978-83-7818-466-9)
- Giuseppe Catozzella, Nie mów, że się boisz [Non dirmi che hai paura], Sonia Draga, Katowice 2015 (ISBN 978-83-7999-427-4)
- Roberto Costantini, Jesteś złem [Tu sei il male], Sonia Draga, Katowice 2016 (ISBN 978-83-7999-606-3)
- Diego Galdino, Żeby miłość miała twoje oczy [Vorrei che l’amore avesse i tuoi occhi], Rebis, Poznań 2016 (ISBN 978-83-7818-885-8)
- Oriana Fallaci, Korzenie nienawiści [Le radici dell’odio], Cyklady, Warszawa 2016 (wspólnie z innymi tłumaczami) (ISBN 978-83-60279-66-3)
- Roberto Costantini, Korzenie zła [Alle radici del male], Sonia Draga, Katowice 2017 (ISBN 978-83-7999-911-8)
- Roberto Costantini, Zło nie zapomina [Il male non dimentica], Sonia Draga, Katowice 2017 (ISBN 978-83-7999-947-7)
- Matteo Righetto i in., Wenecja noir [Venice noir], Claroscuro, Warszawa 2017 (wspólnie z innymi tłumaczami) (ISBN 978-83-62498-26-0)
- Roberto Costantini, Żona doskonała [La moglie perfetta], Sonia Draga, Katowice 2018 (ISBN 978-83-8110-281-0)
- Paolo Cognetti, Osiem gór [Le otto montagne] Sonia Draga, Katowice 2018 (ISBN 978-83-8110-275-9)
- Luigi Ballerini, Mam na imię Zero [Io sono Zero] Nasza Księgarnia, Warszawa 2018 (ISBN 978-83-10-13269-7)
- Goliarda Sapienza, Sztuka radości [L’arte della gioia], Wydawnictwo Kobiece, Białystok 2018 (ISBN 978-83-65740-35-9)
- Marco Rossari, Sto żywotów Nemesia Vitiego [Le cento vite di Nemesio], Sonia Draga, Katowice 2018 (ISBN 978-83-8110-524-8)
- Matteo Righetto, Dusza granicy [L’anima della frontiera], Smak Słowa, Sopot 2019 (ISBN 978-83-65731-82-1)
- Vichi De Marchi, Roberta Pulci, Genialne dziewczyny [Ragazze con i numeri], Wydawnictwo Kobiece, Białystok 2019 (ISBN 978-83-65601-15-5)
- Fulvio Ervas, Ekspedientki z Treviso [Commesse di Treviso], Smak Słowa, Sopot 2019 (ISBN 978-83-65731-95-1)
- Rosella Postorino, Przy stole z Hitlerem [Le assaggiatrici], W.A.B, Warszawa 2019 (ISBN 978-83-280-7138-4)
- Daniele Aristarco, Fake. Kłamstwa, w które wierzymy [Fake. Non è vero, ma ci credo], Wydawnictwo RM, Warszawa 2020
- Roberto Costantini, Tańcząc w ciemnościach [Ballando nel buio], Sonia Draga, Katowice 2020 (ISBN 978-83-8230-446-6)
- Paolo Cognetti, Nie zdobywając szczytów [Senza mai arrivare in cima], Sonia Draga, Katowice 2020 (ISBN 978-83-66460-12-6)
- Alberto Angela, Kleopatra [Cleopatra], Czytelnik, Warszawa 2021 (ISBN 978-83-07-03500-0)
- Dario Bressanini, Beatrice Mautino, Przeciw naturze [Contro natura], Wydawnictwo Literackie, Kraków 2021(ISBN 9788308073506)
- Alice Basso, Porachunki bezimiennej pisarki [l’imprevedibile piano della scrittrice senza nome], Wydawnictwo Kobiece, Białystok 2021 (ISBN 9788366815957)
- Roberto Costantini, Z bardzo daleka [Da molto lontano], Sonia Draga, Katowice 2021 (ISBN 9788382300505)
- Goliarda Sapienza, Spotkanie w Positano [L’appuntamento a Positano], Wydawnictwo MoVa, Białystok 2021 (ISBN 978-83-66890-78-7)
- Andrea Galli, Zabójca [Sicario], W.A.B., Warszawa 2021 (ISBN 9788328087637)
- Alice Basso, Literatura to niebezpieczny biznes [Scrivere è un mestiere pericoloso], Wydawnictwo Kobiece, Białystok 2021 (ISBN 9788366967403)
- Andrea Valente, Umberto Guidoni, Księżyc [Io voglio la luna], Nasza Księgarnia, Warszawa 2022 (ISBN 9788310136268)
- Luca D’Andrea, Wędrowiec [Il respiro del sangue], W.A.B., Warszawa 2022 (ISBN 9788328084971)
- Enrico Camanni, Kobieta z lawiny [Una coperta di neve], Wydawnictwo Kobiece, Białystok 2022 (ISBN 9788367069427)
- Daniela Raimondi, Dom blisko rzeki, [La casa sull’argine], Sonia Draga, Katowice 2022 (ISBN 9788366661486)
- Simone Moro, Widziałem otchłań, [Ho visto l’abisso], Wydawnictwo Kobiece, Białystok 2022 (ISBN 9788367137034)
- Silvia Avallone, Przyjaźń [Un’amicizia], Sonia Draga, Katowice 2022 (ISBN 9788366661523)
- Paolo Cognetti, Szczęście wilka [La felicità del lupo], Sonia Draga, Katowice 2023 (ISBN 978-83-8230-446-6)
- Stefania Auci, Sycylijskie lwy [I leoni di Sicilia], W.A.B., Warszawa 2022 (ISBN 978-83-280-8783-5)
- Corrado Debiasi, Mnich, który kochał koty [Il monaco che amava i gatti], Insignis, Kraków 2022 (ISBN 978-83-67323-33-8)
- Stefania Auci, Zima lwów [L’inverno dei leoni], W.A.B. Warszawa 2023 (ISBN 978-83-8318-319-0)
- Loretta Napoleoni, Dzieje się! Jak rękodzieło wplata się w historię świata i nas samych [Sul filo do lana. Come riconetterci gli uni con gli altri], Wydawnictwo Kobiece, Białystok 2023 (ISBN 978-83-8321-344-6)
- Andrea Bajani, Jeśli zachowasz pamięć o grzechu [Se consideri le colpe], Wydawnictwo Drzazgi, Okoniny 2023 (ISBN 978-83-964696-9-4)